# 棘茄魚亞目
棘茄魚亞目（學名：Ceratioidei），又稱蝙蝠魚亞目，是輻鰭魚綱鮟鱇目的一個亞目。

## 分類
棘茄魚亞目下分13科，如下：
- 棘茄魚科（Ogcocephalidae）：又稱蝙蝠魚科。
- 長鰭鮟鱇科（Caulophrynidae）
- 新角鮟鱇科（Neoceratiidae）
- 黑角鮟鱇科（Melanocetidae）
- 鞭冠鮟鱇科（Himantolophidae）
- 雙角鮟鱇科（Diceratiidae）
- 夢角鮟鱇科（Oneirodidae）
- 奇鮟鱇科（Thaumatichthyidae）
- 刺鮟鱇科（Centrophrynidae）
- 角鮟鱇科（Ceratiidae）
- 巨棘角鮟鱇科(Gigantactinidae)
- 鬚角鮟鱇科（Linophrynidae）